# Simon the Sorcerer 3D
Simon the Sorcerer 3D è un videogioco di tipo avventura grafica uscito nel 2002 per sistemi Microsoft Windows e Mac. Esso è il terzo videogioco della saga di Simon the Sorcerer. Il videogioco è disponibile in download digitale su GOG.com.

## Trama
L'avventura inizia da dove era finita nel secondo capitolo della saga. Una donna trascina il corpo di Simon fino alla sommità di una piramide a gradoni chiamata "il tempio della vita" dove Calypso è presente insieme ad altri maghi. Il corpo di Simon viene fatto scendere in una stanza speciale detta "camera della rinascita", prima la sua anima viene rimossa dal corpo e inserita in una specie di ampolla magica. Simon viene risvegliato dalla sua fata madrina, che gli svela che lo ha riportato in vita per compiere una nuova missione, sconfiggere definitivamente il malefico Sordid, che impadronitosi del corpo reale di Simon è giunto, e vuole conquistare la dimensione reale.

## Modalità di gioco
Il videogioco si presenta in ambientazione a tre dimensioni abbandonando sia il motore Agos dei predecessori che il classico stile per questi videogiochi. Le ambientazioni sono molto vaste e Simon dovrà camminare molto tra una locazione e l'altra. Il controllo tramite tastiera include molti tasti da premere. In alcuni punti il videogioco si trasformerà in un vero e proprio platform 3D.